# La Gaubretière
La Gaubretière est une commune française située dans le département de la Vendée en région Pays de la Loire.
Les habitants sont des Gaubretiérois et des Gaubretiéroises.

## Géographie
Le territoire municipal de La Gaubretière s’étend sur 3 015 hectares. L’altitude moyenne de la commune est de 145 mètres, avec des niveaux fluctuant entre 20 et 203 mètres,.
Située dans le nord-est vendéen, la commune de La Gaubretière fait partie du haut bocage vendéen à proximité du département de Maine-et-Loire et de la Loire-Atlantique.
Le point culminant se trouve en bordure de la route de Chambretaud près de l'Égonnière (200 m) et le point le plus bas à 97 mètres. L'altitude du centre bourg est de 150 mètres. La zone ouest de la commune est moins accidentée, les terrains sont plats, plus humides aussi.
La Crûme qui rejoint la Sèvre nantaise près du château de Tiffauges, est le principal cours d'eau de la commune. Petit ruisseau pendant l'été, son débit est important chaque hiver car le bassin versant qui l'alimente a une grande superficie.

### Communes limitrophes
| Les Landes-Genusson | Saint-Martin-des-Tilleuls | La Verrie (Chanverrie)   |
| Bazoges-en-Paillers | La Gaubretière            | Chambretaud (Chanverrie) |
| Beaurepaire         | Les Herbiers              |                          |

### Voies de communication et transports

#### Autoroutes
La commune de la Gaubretière est desservie par l'autoroute A87 qui passe sur le territoire de la commune sur une distance de 4,8 km. Elle est accessible par 2 sorties :
- 28 Le Puy du Fou à 7,2 km : Pouzauges, Mortagne-sur-Sèvre, Chanverrie, Le Puy du Fou
- 29 Les Herbiers à 5,3 km : Les Herbiers +  Aire de service des Herbiers (dans les deux sens)

#### Routes départementales
La commune se trouve au croisement de 5 routes départementales : 
- D 6 (Saint-Gilles-Croix-de-Vie - Chanverrie)
- D 9 (Tiffauges - La Gaubretière)
- D 27 (La Gaubretière - Saint-Mesmin)
- D 53 (Vendrennes - Saint-Martin-des-Tilleuls)
- D 755 (Clisson - Saint-Michel-Mont-Mercure)

Depuis le 29 avril 2016, la commune est contournée par le sud et l'ouest

#### Voies ferrées
La commune ne possède pas de gare sur son territoire. La gare la plus proche encore en service est la Gare de Cholet. Elle permet de rejoindre Nantes et Angers en TER.
En 2030, il est prévu que la ligne reliant Cholet et Les Herbiers soit réouverte à la circulation.

#### Transport aérien
La commune est située à 28 km de l'Aérodrome de Cholet - Le Pontreau. Il est utilisé pour la pratique d'activités de loisirs et de tourisme.
La commune est également située à environ 80 km de l'Aéroport de Nantes-Atlantique.

#### Bus
La commune est desservie par la ligne 510 gérée par Aléop. Elle permet de rejoindre Cholet et La Roche-sur-Yon.

### Climat
Pour des articles plus généraux, voir Climat des Pays de la Loire et Climat de la Vendée.
En 2010, le climat de la commune est de type climat océanique altéré, selon une étude du CNRS s'appuyant sur une série de données couvrant la période 1971-2000. En 2020, Météo-France publie une typologie des climats de la France métropolitaine dans laquelle la commune est exposée à un climat océanique et est dans la région climatique  Bretagne orientale et méridionale, Pays nantais, Vendée, caractérisée par une faible pluviométrie en été et une bonne insolation.
Pour la période 1971-2000, la température annuelle moyenne est de 11,5 °C, avec une amplitude thermique annuelle de 14,7 °C. Le cumul annuel moyen de précipitations est de 842 mm, avec 12,1 jours de précipitations en janvier et 6,8 jours en juillet. Pour la période 1991-2020, la température moyenne annuelle observée sur la station météorologique de Météo-France la plus proche, « St-Fulgent_sapc », sur la commune de Saint-Fulgent à 13 km à vol d'oiseau, est de 12,6 °C et le cumul annuel moyen de précipitations est de 815,9 mm,. Pour l'avenir, les paramètres climatiques de la commune estimés pour 2050 selon différents scénarios d'émission de gaz à effet de serre sont consultables sur un site dédié publié par Météo-France en novembre 2022.

## Urbanisme

### Typologie
Au 1er janvier 2024, La Gaubretière est catégorisée bourg rural, selon la nouvelle grille communale de densité à sept niveaux définie par l'Insee en 2022.
Elle appartient à l'unité urbaine de La Gaubretière, une unité urbaine monocommunale constituant une ville isolée,. Par ailleurs la commune fait partie de l'aire d'attraction des Herbiers, dont elle est une commune de la couronne,. Cette aire, qui regroupe 15 communes, est catégorisée dans les aires de 50 000 à moins de 200 000 habitants,.

### Occupation des sols
L'occupation des sols de la commune, telle qu'elle ressort de la base de données européenne d’occupation biophysique des sols Corine Land Cover (CLC), est marquée par l'importance des territoires agricoles (93,8 % en 2018), en diminution par rapport à 1990 (95,7 %). La répartition détaillée en 2018 est la suivante : 
terres arables (58,9 %), prairies (18,7 %), zones agricoles hétérogènes (16,1 %), zones urbanisées (4,4 %), zones industrielles ou commerciales et réseaux de communication (0,9 %), forêts (0,9 %). L'évolution de l’occupation des sols de la commune et de ses infrastructures peut être observée sur les différentes représentations cartographiques du territoire : la carte de Cassini (XVIIIe siècle), la carte d'état-major (1820-1866) et les cartes ou photos aériennes de l'IGN pour la période actuelle (1950 à aujourd'hui).

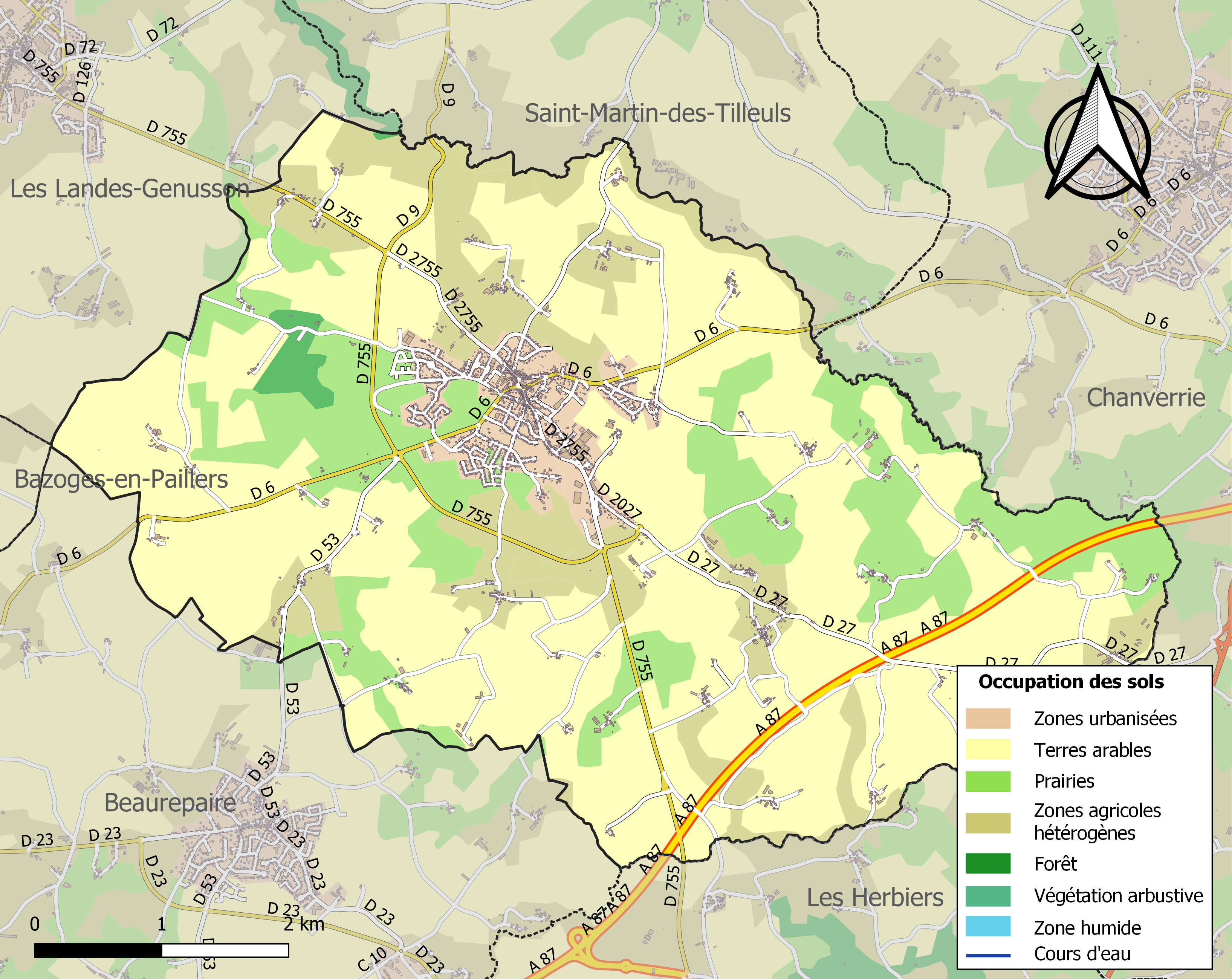
Carte des infrastructures et de l'occupation des sols de la commune en 2018 (CLC).

## Histoire
La Gaubretière est une vieille cité habitée depuis des temps fort éloignés. Quelques vestiges signalent la trace de l'Homme depuis les temps préhistoriques (Roche Bouc, Pierre levée) et l'époque gallo-romaine (pont romain).
La Gaubretière, dont le curé était seigneur châtelain, dépendait à l'époque féodale de l'importante vicomté de Tiffauges. Quelques bâtisses bien conservées restent les témoins du Moyen Âge pour la cité (château du Vieux Landebaudière, manoir de la Soudelache).
Le blason gravé dans une pierre de granit figurant au-dessus de la porte d'entrée du presbytère, rue Jacques-Forestier, représente (archives départementales) : « Un écu surmonté d'une couronne de baron, orné de deux palmettes, porte dans le champ trois trèfles, et un lévrier ou un loup passant la queue en l'air, avec la date de 1673 ». Ce blason faisait probablement partie d'une des armoiries d'un curé. En effet, jusqu'à la Révolution, les curés de La Gaubretière étaient également seigneurs du bourg.
Le 27 février 1794, la colonne infernale du général Huché massacre plus de 300 habitants. La Gaubretière abrite ainsi plusieurs monuments en hommage aux combattants et aux victimes de la Guerre de Vendée, dont un obélisque en granit érigé en 1912 sur la route de Bazoges-en-Paillers, non loin de l'étang du Drillais et d'un champ, surnommé depuis le conflit le « Champ du Massacre du Drillais », où plusieurs centaines de personnes furent exécutées. Par ailleurs, le cimetière conserve plusieurs tombes d'officiers vendéens, ce qui vaut à la commune le nom de « Panthéon de la Vendée Militaire ».

## Héraldique
| Blason | Blasonnement : D'or au lévrier de sable surmonté de trois trèfles de sinople rangés en chef, à la filière aussi de sable. |

## Population et société

### Démographie

#### Évolution démographique
L'évolution du nombre d'habitants est connue à travers les recensements de la population effectués dans la commune depuis 1800. Pour les communes de moins de 10 000 habitants, une enquête de recensement portant sur toute la population est réalisée tous les cinq ans, les populations de référence des années intermédiaires étant quant à elles estimées par interpolation ou extrapolation. Pour la commune, le premier recensement exhaustif entrant dans le cadre du nouveau dispositif a été réalisé en 2004.

En 2022, la commune comptait 3 223 habitants, en évolution de +6,23 % par rapport à 2016 (Vendée : +5,33 %, France hors Mayotte : +2,11 %).
| 1800  | 1806  | 1821  | 1831  | 1836  | 1841  | 1846  | 1851  | 1856  |
| ----- | ----- | ----- | ----- | ----- | ----- | ----- | ----- | ----- |
| 1 290 | 1 421 | 1 609 | 1 659 | 1 685 | 1 781 | 1 864 | 2 018 | 2 042 |

| 1861  | 1866  | 1872  | 1876  | 1881  | 1886  | 1891  | 1896  | 1901  |
| ----- | ----- | ----- | ----- | ----- | ----- | ----- | ----- | ----- |
| 2 140 | 2 152 | 2 193 | 2 206 | 2 173 | 2 225 | 2 279 | 2 162 | 2 104 |

| 1906  | 1911  | 1921  | 1926  | 1931  | 1936  | 1946  | 1954  | 1962  |
| ----- | ----- | ----- | ----- | ----- | ----- | ----- | ----- | ----- |
| 2 113 | 2 074 | 1 874 | 1 837 | 1 794 | 1 902 | 1 850 | 1 911 | 2 034 |

| 1968  | 1975  | 1982  | 1990  | 1999  | 2004  | 2006  | 2009  | 2014  |
| ----- | ----- | ----- | ----- | ----- | ----- | ----- | ----- | ----- |
| 2 063 | 2 196 | 2 432 | 2 547 | 2 571 | 2 666 | 2 737 | 2 933 | 3 048 |

| 2019  | 2022  | - | - | - | - | - | - | - |
| ----- | ----- | - | - | - | - | - | - | - |
| 3 111 | 3 223 | - | - | - | - | - | - | - |

#### Pyramide des âges
En 2018, le taux de personnes d'un âge inférieur à 30 ans s'élève à 33,8 %, soit au-dessus de la moyenne départementale (31,6 %). À l'inverse, le taux de personnes d'âge supérieur à 60 ans est de 24,9 % la même année, alors qu'il est de 31,0 % au niveau départemental.
En 2018, la commune comptait 1 557 hommes pour 1 528 femmes, soit un taux de 50,47 % d'hommes, légèrement supérieur au taux départemental (48,84 %).
Les pyramides des âges de la commune et du département s'établissent comme suit.
| Hommes | Classe d’âge | Femmes |
| ------ | ------------ | ------ |
| 0,6    | 90 ou +      | 1,3    |
| 6,1    | 75-89 ans    | 8,8    |
| 16,4   | 60-74 ans    | 16,6   |
| 20,1   | 45-59 ans    | 18,9   |
| 22,2   | 30-44 ans    | 21,5   |
| 14,6   | 15-29 ans    | 11,9   |
| 20,0   | 0-14 ans     | 20,9   |

| Hommes | Classe d’âge | Femmes |
| ------ | ------------ | ------ |
| 0,8    | 90 ou +      | 2,2    |
| 8,7    | 75-89 ans    | 11,1   |
| 20,3   | 60-74 ans    | 21,3   |
| 20     | 45-59 ans    | 19,4   |
| 17,5   | 30-44 ans    | 16,8   |
| 15     | 15-29 ans    | 13,2   |
| 17,7   | 0-14 ans     | 16,1   |

## Économie
Sur plusieurs générations, la famille Rautureau a développé sur la commune une activité importante dans le domaine de la chaussure avec des marques et licences comme Free Lance, Pom d'api, Spring court.... L'entreprise compte environ 70 emplois en 2018.

## Lieux et monuments
- Église Saint-Pierre
- Château de Landebaudière
- Château de Vieux-Landebaudière
- Château de La Vergnaie
- Château de Ramberge

## Personnalités liées à la commune
- Le groupe de rock The Little Rabbits est originaire de la commune. Une partie du groupe officie maintenant comme backing band du chanteur Philippe Katerine  sous le nom de la Secte Machine.
- Pierre-Prosper Gouffier, marquis de Boisy (1750-1794), général vendéen, bâtisseur du château de Landebaudière.
- Charles Sapinaud de La Rairie, né le 30 décembre 1760 à La Gaubretière et mort le 12 août 1829, général vendéen, commandant l'Armée du Centre.
- Jacques Forestier (1755-1835), commissaire général de l'Armée du Centre pendant les Guerres de Vendée, capitaine de la paroisse de La Gaubretière
- Marie Lourdais (1762-1856), héroïne des Guerres de Vendée, messagère de l'Armée du Centre.
- Le commandant François Sauvageot, né à Marmagne le 13 septembre 1773 et mort à La Gaubretière le 9 avril 1845.
- Joseph Dehergne (1903-1990), prêtre jésuite, missionnaire, historien et bibliographe, né à La Gaubretière
- Le chef Jean Soulard est né à La Gaubretière.
- La famille Rautureau, créateur de plusieurs marques de chaussures connues

## Pour approfondir